# Ó Paí, Ó
Ó Paí, Ó é um filme brasileiro do gênero comédia musical, lançado em 2007, dirigido por Monique Gardenberg e com roteiro baseado em uma peça de Márcio Meirelles. Tem como coordenador de trilha sonora Caetano Veloso. É estrelado, em sua maioria, por atores do Bando de Teatro Olodum, grupo que também encena o texto no teatro. É também o episodio piloto da série de TV do mesmo nome.

## Sinopse

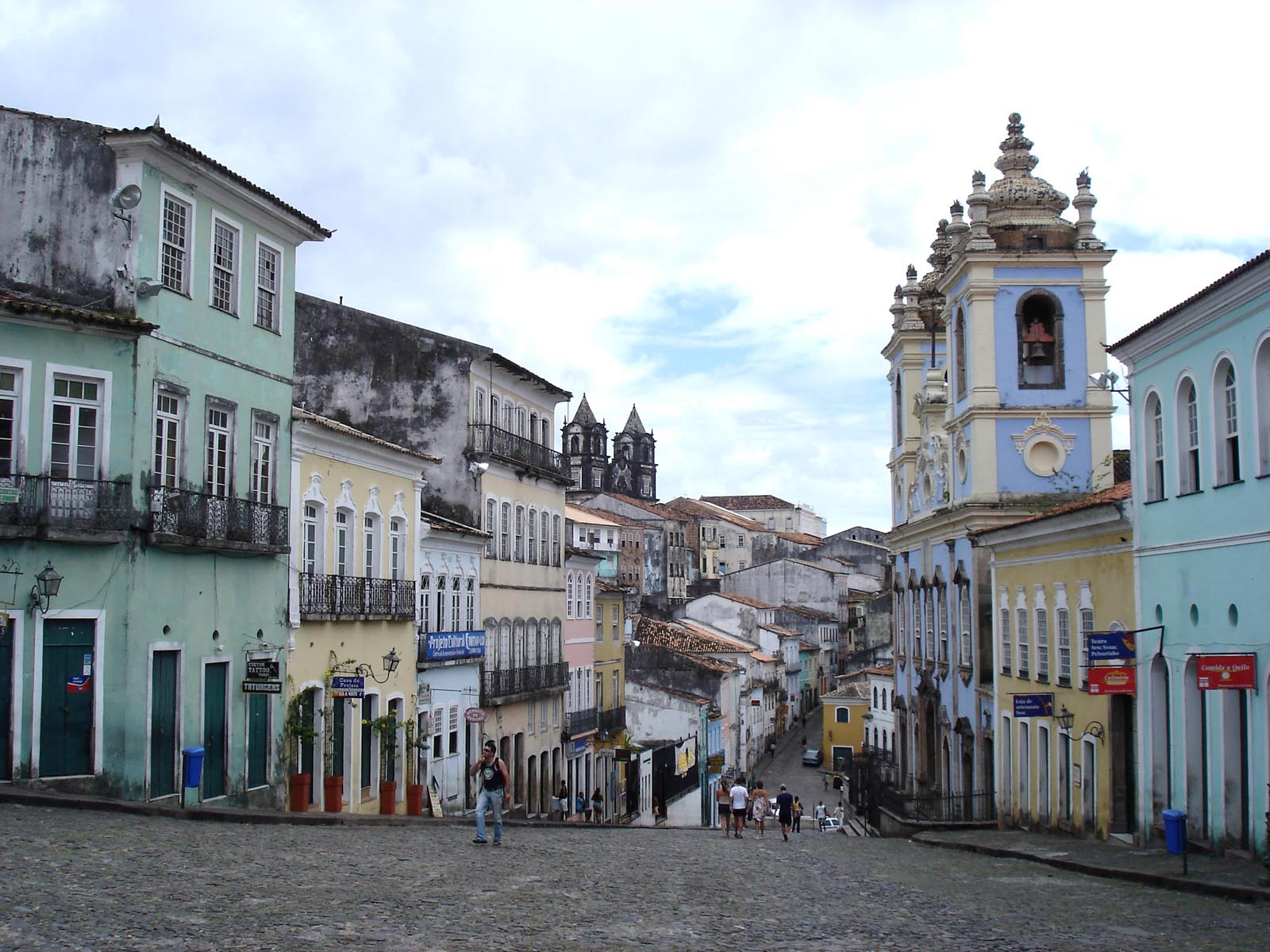
Pelourinho em Salvador.

A trama se passa em um animado cortiço do centro histórico do Pelourinho, em Salvador, durante os últimos dias do Carnaval. Os moradores compartilham uma paixão pelo Carnaval, mas também têm uma antipatia em comum: a síndica do prédio, Dona Joana (Luciana Souza). Todos tentam encontrar um lugar nos últimos dias da festa carnavalesca, seja trabalhando ou se divertindo.
Tudo se desenrola no último dia do Carnaval, até que Dona Joana, uma evangélica fervorosa, incomodada com a farra dos condôminos, decide acabar com a festa, fechando o registro de água do prédio. Os moradores - o aspirante a cantor Roque (Lázaro Ramos), o motorista de táxi Reginaldo (Érico Brás) e sua esposa Maria (Valdinéia Soriano), a travesti Yolanda (Lyu Arisson), a jogadora de búzios Raimunda (Cássia Vale), a dona de bar  Neuzão (Tânia Tôko) e sua sobrinha sensual Rosa (Emanuelle Araújo), Carmen (Auristela Sá), que realiza abortos clandestinos e mantém um orfanato em seu apartamento, Psilene (Dira Paes) e a Baiana (Rejane Maia) - então se veem diante do desafio de lidar com a falta de água.

## Elenco
- Lázaro Ramos .... Roque
- Stênio Garcia .... Seu Jerônimo
- Wagner Moura .... Boca
- Dira Paes .... Psilene
- Emanuelle Araújo .... Rosa
- Érico Brás .... Reginaldo
- Luciana Souza .... Dona Joana
- Tânia Tôko .... Neusão da Rocha
- Rejane Maia .... Baiana
- Lyu Arisson .... Yolanda
- Valdinéia Soriano.... Maria
- Jorge Washington .... Matias
- Cássia Vale .... Mãe Raimunda
- Auristela Sá .... Carmem
- Virgínia Rodrigues .... Bioncetão
- Edvana Carvalho .... Lúcia
- Leno Sacramento .... Raimundinho
- Cristóvão Silva .... Negócio Torto
- Vinícius Nascimento .... Cosme
- Felipe Fernandes .... Damião
- Cidnei Aragão .... Peixe Frito
- Mateus Ferreira da Silva .... Mateus
- Nauro Neves .... Lord Black
- Merry Batista .... Dalva
- Natália Garcez .... Lia
- Tatau .... Tatau
- Telma Souza .... feirante
- Jamile Alves .... professora
- Gustavo Mello .... guarda
- Nívea Pita .... fiel possuída
- Anselmo Costa .... radialista (voz)

## Recepção
Cléber Eduardo criticou na Revista Cinética as passagens musicais no filme e o modo como a classe baixa baiana é representada. Kadu Silva avaliou o filme com 3,5/5 no Ccine10 dizendo que é "um musical com sotaque brasileiro".

## Sequência
Em outubro de 2022, foram iniciadas as gravações da sequência.